# Эта Кита
Эта Кита (η Ceti, Eta Ceti) — звезда, которая находится в созвездии Кит на расстоянии приблизительно 124 световых лет от нас. Вокруг звезды обращаются, как минимум, две планеты.

## Характеристики
η Кита — звезда 3,46 видимой звёздной величины и видна на небе невооружённым глазом. Она представляет собой оранжевый гигант с массой и радиусом, равными 1,7 и 14,3 солнечных соответственно. Температура поверхности звезды составляет около 4528 кельвинов. Светимость звезды превосходит солнечную в 77 с лишним раз.

## Планетная система
В 2014 году астрономами из Ликской обсерватории было объявлено об открытии двух планет в системе. Обе они являются газовыми гигантами и, возможно, находятся в орбитальном резонансе 2:1. Несмотря на то, что орбиты планет находятся на расстоянии более 1 а.е. от родительской звезды, температура высших слоёв их атмосфер горячее поверхности Меркурия, что связано с высокой светимостью η Кита. Открытие планет было совершено методом доплеровской спектроскопии. Наблюдения за системой в Ликской обсерватории проводились, начиная с 2000 года. Ниже представлена сводная таблица характеристик планет.